# Colin Petersen
Colin Petersen   (Kingaroy, 24 de març de 1946 - 18 de novembre de 2024) va ser un bateria australià que fou un dels components dels Bee Gees, un dels millors i més coneguts grups de pop de la història.
Colin va formar part dels Bee Gees entre 1967 i 1969 i va participar, especialment com a bateria, en els àlbums First, Horizontal, Idea i Odessa. També va estar en altres grups musicals, com per exemple Steve and the Board. Abans de dedicar-se a la música, Colin Petersen havia estat un actor infantil de cinema. Més tard es va dedicar a la pintura.